# Leptanillinae
Leptanillinae Emery, 1910 è una sottofamiglia di insetti imenotteri della famiglia Formicidae.

## Distribuzione e habitat
Le specie appartenenti alla sottofamiglia Leptanillinae sono presenti in ogni continente ad eccezione dell'America.

## Tassonomia
La sottofamiglia Leptanillinae comprende i seguenti generi:
- Anomalomyrma Bolton, 1990
- Leptanilla Emery, 1870
- Noonilla Petersen, 1968
- Opamyrma Yamane et al., 2008
- Phaulomyrma Wheeler & Wheeler, 1930
- Protanilla Taylor, 1990
- Scyphodon Brues, 1925
- Yavnella Kugler, 1987